# Бенче
Бенче́ (вьет. Bến Tre) — город на юге Вьетнама, столица одноимённой провинции Бенче.

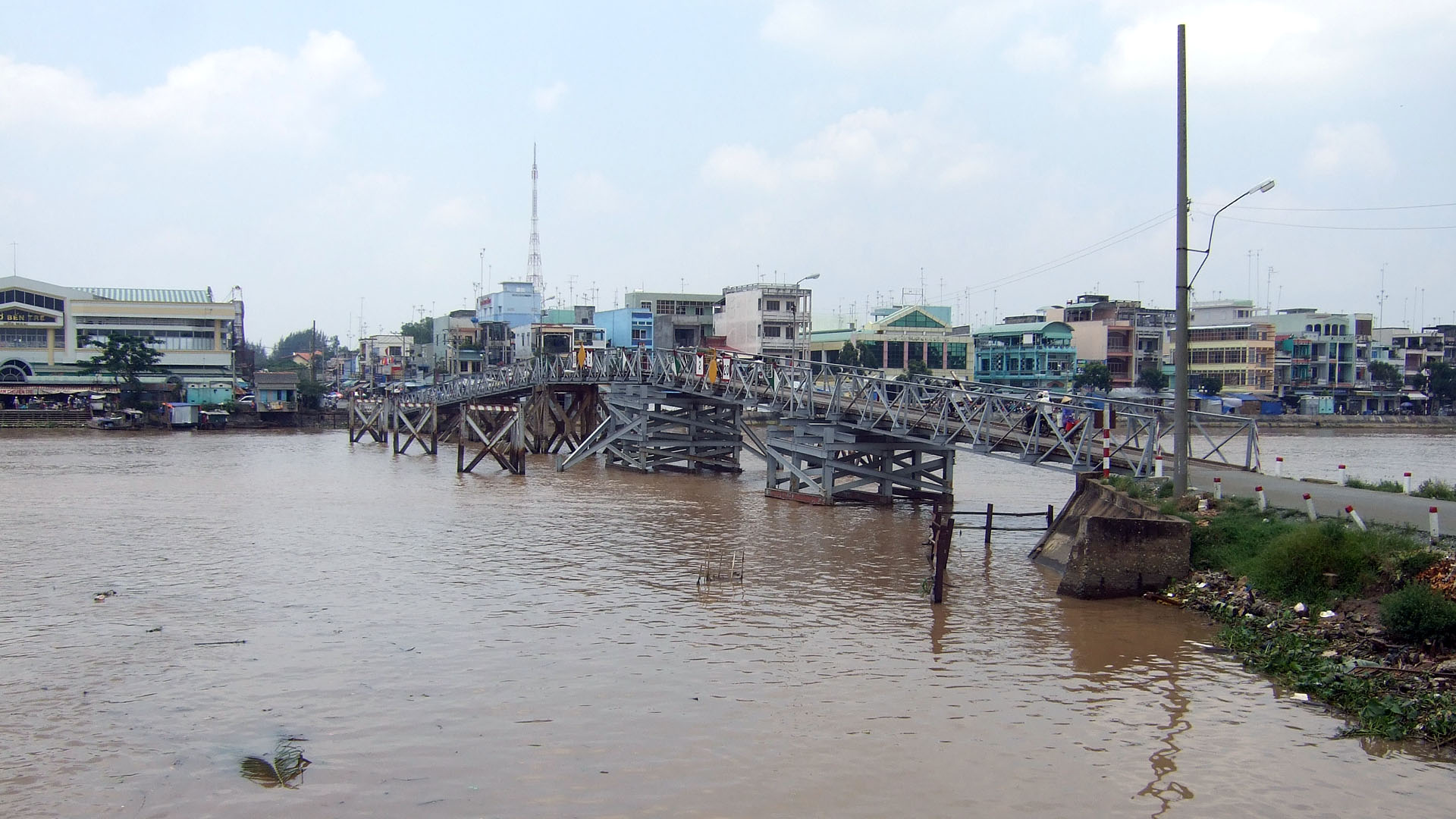
Мост в Бенче

Город Бенче находится в 1805 км от Ханоя и в 85 км от Хошимина. Расположен в дельте Меконга на реке Бенче. Посещение города входит в стандартную программу тура в дельту Меконга.
До 11 августа 2009 имел статус уездного городка, после — город провинциального подчинения. Население города составляет 143 639 человек (2009 год)
Основу экономики города составляют пищевая (на всю страну известны местные кокосовые сладости типа ирисок) и швейная промышленность.

## Вьетнамская война
Город получил мировую известность во время Вьетнамской войны. В период Тетского наступления 1968 года, город оказался оккупированным силами вьетконга, в результате чего командование американского контингента отдало приказ нанести серию авиаударов по нему. В ходе пресс-конференции по итогам нанесения очередного массированного ракетно-бомбового удара по целям в Бенче, после которого практически весь город лежал в руинах, майор ВВС США Честер Браун в ответ на вопрос от тогда ещё молодого корреспондента Associated Press Питера Арнетта о неоправданном применении военной силы и чрезмерных жертвах среди гражданского населения, произнёс фразу, которая облетела мировые СМИ и неоднократно цитировалась впоследствии:

Мы должны были уничтожить деревню, чтобы спасти её.
Оригинальный текст (англ.)We had to destroy the village to save it
В дальнейшем, указанное утверждение нередко приводилось как подтверждение американского империализма и милитаризма.